# 以色列边境警察
以色列边境警察 (希伯來語：מִשְׁמַר הַגְּבוּל, Mišmar Ha-Gvul) 具有国家宪兵和边境守卫职责的以色列警察分支部队。别称马卡夫 (מג"ב‬)，意为 边境守卫，其成员被非正式的被称之为玛卡夫人 (מג"בניקים‬)。主要任务是护卫以色列边境，同时协助以色列国防军，进行反恐工作，在约旦河西岸地区和耶路撒冷进行执法行动。
以色列边境警察以包括许多具有少数民族背景的士兵而闻名，是德鲁士人新兵中特别受欢迎的选择，包括但不限于许多具有切尔克斯人、阿拉伯基督徒和贝都因背景的士兵。